# Тези
Тези́ (фр. Taizy) — коммуна во Франции, находится в регионе Шампань — Арденны. Департамент — Арденны. Входит в состав кантона Шато-Порсьен. Округ коммуны — Ретель.
Код INSEE коммуны — 08438.
Коммуна расположена приблизительно в 160 км к северо-востоку от Парижа, в 65 км севернее Шалон-ан-Шампани, в 45 км к юго-западу от Шарлевиль-Мезьера.

## Население
Население коммуны на 2008 год составляло 107 человек.
| 1962 | 1968 | 1975 | 1982 | 1990 | 1999 | 2008 |
| ---- | ---- | ---- | ---- | ---- | ---- | ---- |
| 124  | 125  | 102  | 105  | 112  | 109  | 107  |

## Экономика
В 2007 году среди 68 человек в трудоспособном возрасте (15—64 лет) 55 были экономически активными, 13 — неактивными (показатель активности — 80,9 %, в 1999 году было 56,7 %). Из 55 активных работали 51 человек (29 мужчин и 22 женщины), безработных было 4 (3 мужчин и 1 женщина). Среди 13 неактивных 2 человека были учениками или студентами, 5 — пенсионерами, 6 были неактивными по другим причинам.

## Фотогалерея

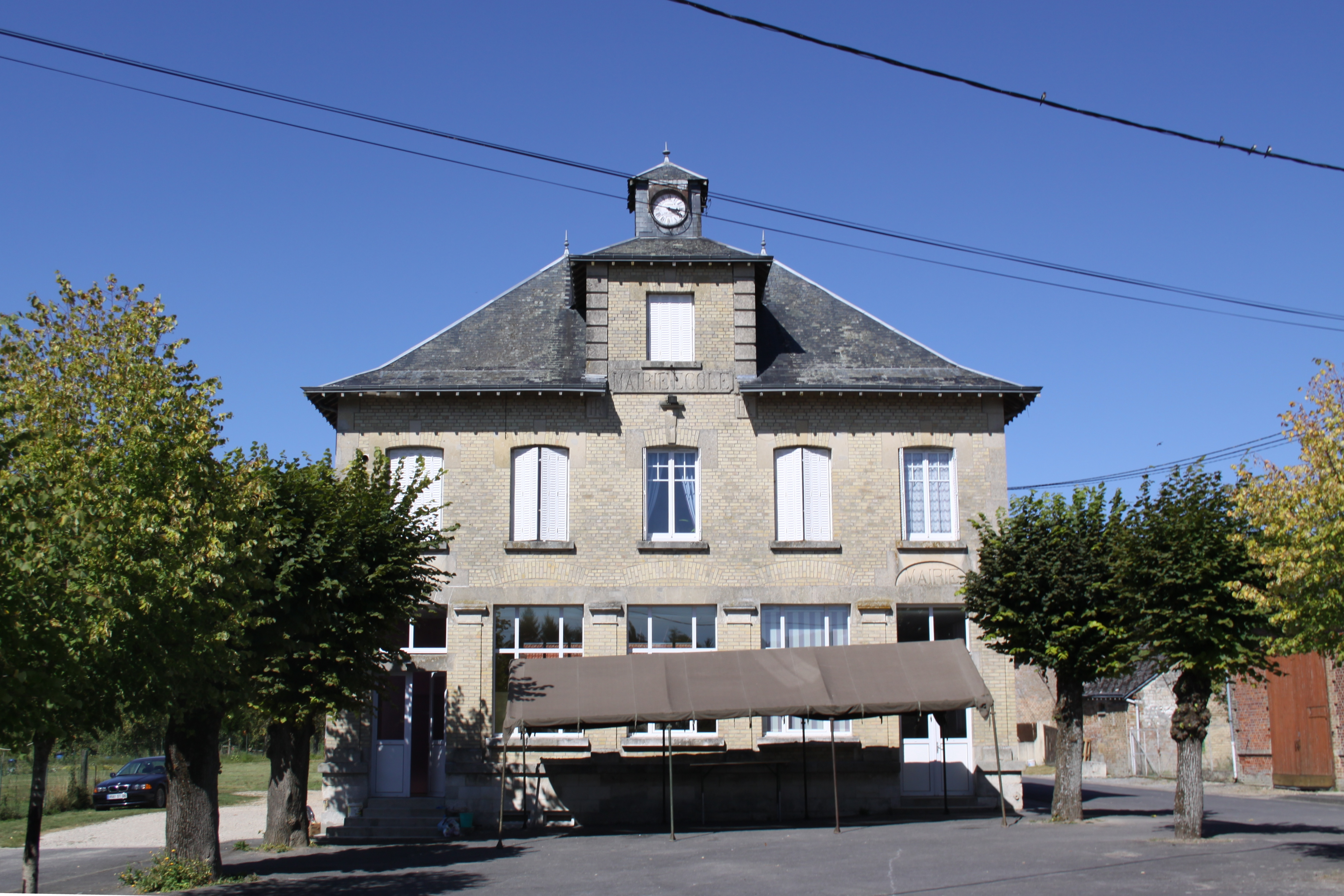
Мэрия
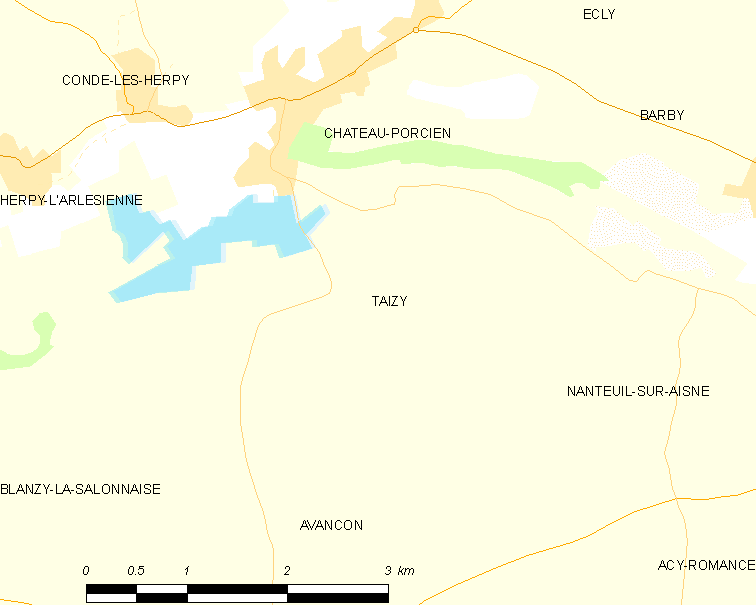
Карта коммуны